# مخيتارين
مخيتارين (Mechitharine Kloster Likör) هو ليكيور عشب عطري أنتجه الرهبان الأرمن الميخيتاريين في فيينا . يتم تحضير االليكور وفقًا لوصفة سرية تحتوي على جذور أعشاب وفاكهة و تظل المكونات والوصفات الدقيقة سرًا. بدأ إنتاج مخيتارين في عام 1889 ، ولا يزال ينتج حتى اليوم ويباع تجاريًا من قبل الرهبان المخيتاريين.

## تاريخ
تم ذكرالمخيتارين لأول مرة في مخطوطة أرمنية يعود تاريخها إلى عام 1680. أنتج الرهبان المخيتاريين الليكور قبل التسويق الواسع النطاق بين 1701 إلى 1715 في بلدة مودون اليونانية . تأثر إنتاج المخيتارين عندما نزح الرهبان من اليونان. تم إنتاج المخيتارين في البندقية بين سنتي 1717 و 1773 ثم في ترييستي بين سنتي 1773 و 1810 وأخيراً في فيينا منذ عام 1811.
وبحسب مقال نُشر في 8 كانون الثاني (يناير) 2018 في صحيفة دي تسايت الألمانية ، فإن الوصفات السرية لأصناف المخيتارين الستة تعتبر مفقودة جزئيًا بعد وفاة أحد الآباء الأرمن المسؤولين عن إنتاجها. أما الراهب الوحيد الباقي على قيد الحياة و الذي يعرف مكونات اليكور يعاني من الخرف المتقدم ما يجعله غير قادر على تعليم راهب آخر من الجيل الجديد فن صنع المخيتارين. الديرالمصنع لالمخيتارين يقرض ان لديه مخزون كافٍ للعامين المقبلين فقط ، ويعمل مدير التصنيع الحالي على إعادة بناء الوصفات باستخدام سجلات الشراء والتحليل الكيميائي.

## الأنواع
المخيتارين متوفر بستة نكهات بدرجات متفاوتة من الحلاوة.